# The party Is Over
The Party Is Over (укр. «Вечірка закінчилася»)— сингл гурту Lacrimosa з альбому Lichtgestalt. Цей сингл не видавався окремо як повноцінний запис, а йшов в комплекті зі спеціальним російським виданням альбому Lichtgestalt. На цьому синглі присутні дві нові пісні: Promised Land та Road to Pain. Вони не випускались на жодному з повноформатних релізів, але доволі часто виконуються наживо.

## Список композицій
| #  | Назва                                       | Автор      | Тривалість |
| -- | ------------------------------------------- | ---------- | ---------- |
| 1. | «The Party Is Over» (Single Version)        | Тіло Вольф | 5:32       |
| 2. | «Promised Land»                             | Тіло Вольф | 5:26       |
| 3. | «Road To Pain»                              | Тіло Вольф | 4:26       |
| 4. | «Siehst Du Mich Im Licht?» (Atrocity Remix) | Тіло Вольф | 4:55       |